# Давша (река)
Давша́ (устар. Давше; бур. Дабшаа) — река в Бурятии, впадает в губу Давша озера Байкал на высоте 456 м.

## Гидрология
Длина — 29 км, площадь водосборного бассейна — 94 км². По данным наблюдений с 1951 по 1999 годы среднегодовой расход воды у посёлка Давша (0,7 км от устья) составляет 0,86 м³/с, максимальный приходится на июнь, минимальный — на период с января по март.
В 20 км от устья реки отмечено уникальное карстовое явление: русло перегорожено огромной каменной глыбой. Вода уходит в воронку под ней и через 200 м с грохотом выходит с обратной стороны камня.

## Хозяйственное использование
Территория долины реки полностью входит в состав Баргузинского заповедника. Ловля рыбы запрещена. Была неудачная попытка построить бетонный пирс в устье, остатки которого видны и поныне.